# Самгёпсаль
Самгёпсаль (삼겹살; samɡjʌp̚sal) — популярное блюдо корейской кухни. Представляет собой кусочки жирной свиной брюшины, не прошедшей маринования, не посыпанной специями, которые участники трапезы поджаривают на стоящем на столе гриле. Обычно самгёпсаль подаётся на ужин.

## Название
Буквальный перевод названия блюда — «три» (сам; 삼) «слоя» (кёп; 겹) «мяса» (саль;살), имеется в виду слоистая структура бекона. Иногда встречается слово огёпсаль (오겹살), о означает «пять».

## Распространённость

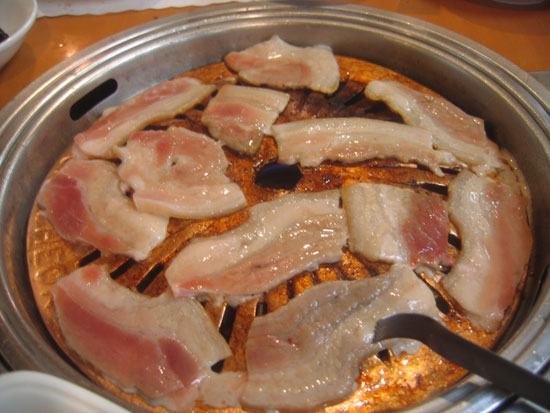
Самгёпсаль

Брюшина — одна из самых дорогих частей свиной туши, хотя цены на свинину по всей Южной Корее разнятся. Корея импортирует брюшину из Бельгии, Нидерландов и других стран, так как импортное мясо значительно дешевле произведённого в Корее. Кроме употребления собственно самгёпсаля, его используют для готовки других блюд, например, кимчхиччигэ.
Согласно опросу, проведённому в 2006 году Сельскохозяйственной ассоциацией Кореи (농업협동조합), 85 % южнокорейских взрослых считают самгёпсаль своей любимой едой из свинины.

## Гарнир
Самые распространённые гарниры к самгёпсалю — это салат (санчху; 상추) и нарезанный тонкими ломтиками сырой чеснок. Однако часто он сервируется и с другими овощами: листьями периллы (ккэсип; 깻잎), нарезанным перцем чили, мелконарезанным зелёным луком, кимчхи. Овощи могут как быть поджарены вместе с мясом, так и подаваться сырыми.

## Соусы
К самгёпсалю обычно подают как минимум два соуса. Один — ссамджан (쌈장), состоит из кочхуджана (고추장), твенджана (된장), кунжутного масла (참기름) и других ингредиентов. Другой — кирымджан (기름장), состоит из соли, чёрного перца и кунжутного масла. Ссамджаном приправляют овощи, а кирымджаном — само мясо.

## Употребление
Перед жаркой кусок брюшины разрезают на тонкие ломтики ножницами. Затем жарят, а поедают, положив на лист периллы или капусты. К самгёпсалю также подают панчханы.